# Donald Audette
Donald Daniel Audette (* 23. září 1969 Laval, Québec) je bývalý kanadský hokejový útočník a trenér. Momentálně pracuje jako amatérský skaut pro klub Montreal Canadiens.

## Hráčská kariéra
Jako šestnáctiletý mladík hrával v rodném městě za tamní klub Laval Régents. V roce 1986 byl draftován v juniorské soutěži QMJHL celkově ve dvanáctém kole ze 117 místa týmem Laval Titan. V Laval Titan působil v letech 1986–89. V klubu byl dravý a produktivní útočník s více než bod na zápas, nejúspěšnější ročník byl pro něho ten poslední 1988/89, dostal se do první All-Star výběru, v playoff se stal nejlepším střelcem ale ve finále Memorial Cupu nestačili nad celkem Victoriaville Tigres. Po sezoně byl oceněn jako nejlepším hráčem v playoff trofejí Guy Lafleur Trophy. V létě 1989 byl vybrán ve vstupním draftu NHL týmem Buffalo Sabres až v devátém kole na 183. místě. Kvůli jeho štíhlé postavě mu nedůvěřovali, že udělal skok do NHL.
Sabres jej poslali do farmářského celku v AHL Rochester Americans, kde dokázal, že se může prosadit také v hlavním kádru Buffala. Byl zvolen nováčkem roku v AHL, Sabres mu dalo příležitost v roce 1990 ve dvou zápasech play-off proti Montrealu Canadiens. Průlomoví ročník v NHL měl být ten následující 1990/91, ale kvůli zranění kolena vynechal téměř celou část. Pro sezónu 1991/92 se vrátil po zotavení kolene na led a se 31 vstřelenými brankami se stal čtvrtým nejlepším střelcem Sabres. Vypracoval se na jednoho z nejnebezpečnějších střelců v Sabres, ale opakovaně ho trápilo zranění kolena.
V ročníku 1998/99 neodehrál žádný zápas za Buffalo Sabres. 18. prosince 1998 byl vyměněn do Los Angeles Kings za výběr ve druhém kole vstupního draftu v roce 1999 (touto volbou byl vybrán slovenský útočník Milan Bartovič). O dva dny později sehrál první utkání za Kings proti Chicago Blackhawks, hned ve druhé minutě se uvedl brankou a jeho tým vyhrál 4:1. Druhý zápas taktéž vsítil branku proti Pittsburgh Penguins, zápas skončil vítězstvím 3:0. Jeho působení v Los Angeles netrvalo dlouho. 13. března 2000 byl společně s českým obráncem Františkem Kaberlem vyměněn do Atlanta Thrashers za Kelly Buchberger a Nelson Emerson. Za Thrashers nastoupil první utkání proti New York Islanders, bodově vyšel na prázdno a prohráli 4:2. Svou reputaci napravil ve druhém zápase proti Toronto Maple Leafs, vstřelil jednu branku a na další dvě asistoval a jeho tým vyhrál 4:1. V Atlantě se stal hvězdným útočníkem v sezoně 2000/01, v závěru základní části byl nejlepším klubovým střelcem nejslabšího celku NHL Atlanty Thrashers, byl tak před uzávěrkou přestupu kvalitní posilou pro klub postupujícím do playoff. 13. března 2001 posílil Buffalo Sabres, opačným směrem putoval český útočník Kamil Piroš a výběr ve čtvrtém kole vstupního draftu v roce 2001 (touto volbou byl vybrán ruský útočník Igor Valejev). S Buffalem Sabres postoupil do playoff, platným hráčem pro klub byl svou produktivitou, ve třinácti zápasech nasbíral devět bodů. Pro Audetteho to byla nejlepší sezona co se týče vstřelených branek, kdy pokořil podruhé v kariéře třiceti gólovou hranici, celkem vstřelil 34 branek.
12. července 2001 podepsal čtyřletou smlouvu s Dallas Stars jako volný hráč. V Dallasu dlouho nesetrval, i když podepsal čtyřletou smlouvu v létě, 21. listopadu 2001 byl se spoluhráčem Shaun Van Allen vyměněni do Montreal Canadiens za útočníky Martina Ručínského a Benoit Brunet. Za Canadiens nastoupil jen k pěti zápasů, 1. prosince 2001 si v zápase proti New York Rangers poranil šlachy v předloktí, vynechal tak převážnou část sezony. Na led se stihl vrátit téměř ke konci základní části. V playoff se opět ukázal jako platným hráčem, se šesti brankami byl nejlepší střelec Canadiens a s deseti kanadskými body byl spolu se Saku Koivu a Doug Gilmour nejproduktivnějšími hráči týmu. Audette již nedokázal navázat na svoje výkony, byl dokonce poslán na farmu do Hamilton Bulldogs. V Hamilton Bulldogs za jedenáct zápasu nasbíral deset kanadských bodů. V průběhu ročníku 2003/04 se přesunul do Floridy Panthers, kde odehrál poslední zápasy ve své kariéře. V posledním zápase NHL proti Carolina Hurricanes, které skončilo remízou 6:6, se Audette podílel dvěma brankami a dvěma asistencemi (jako jediný v zápase nasbíral čtyři body).

## Manažerská kariéra
V roce 2010 začal působit jako generální manažer mládežnického klubu Collège Esther-Blondin Phénix působící v soutěži QMAAA. Během tohoto působení začal pracovat v roce 2012 i pro Montreal Canadiens jako amatérský skaut. Během období 2012–2014 vedl Kanadský výběr z Quebecku do 17 let jako hlavní trenér.

## Ocenění a úspěchy
- 1989 QMJHL – První All-Star Tým
- 1989 QMJHL – Nejlepší střelec v playoff
- 1989 QMJHL – Guy Lafleur Trophy
- 1990 AHL – První All-Star Tým
- 1990 AHL – Dudley „Red“ Garrett Memorial Award
- 2001 NHL – All-Star Game

## Prvenství
- Debut v NHL – 11. dubna 1990 (Montreal Canadiens proti Buffalo Sabres)
- První asistence v NHL – 20. října 1990 (Buffalo Sabres proti New York Islanders)
- První gól v NHL – 20. října 1990 (Buffalo Sabres proti New York Islanders, kanadskému brankáři Jeff Hackett)
- První hattrick v NHL – 30. března 1995 (Buffalo Sabres proti Ottawa Senators)

## Klubová statistika
| Sezóna       | Klub                | Soutěž       |     | Základní část | Základní část | Základní část | Základní část | Základní část |    | Play off | Play off | Play off | Play off | Play off |
| Sezóna       | Klub                | Soutěž       | Z   | G             | A             | B             | TM            | Z             | G  | A        | B        | TM       |          |          |
| 1985–86      | Laval Régents       | QMAAA        | 41  | 32            | 38            | 70            | 51            | 8             | 5  | 9        | 14       | 10       |          |          |
| 1986–87      | Laval Titan         | QMJHL        | 66  | 17            | 22            | 39            | 36            | 14            | 2  | 6        | 8        | 10       |          |          |
| 1987–88      | Laval Titan         | QMJHL        | 63  | 48            | 61            | 109           | 56            | 14            | 7  | 12       | 19       | 20       |          |          |
| 1988–89      | Laval Titan         | QMJHL        | 70  | 76            | 85            | 161           | 123           | 17            | 17 | 12       | 29       | 43       |          |          |
| 1989–90      | Rochester Americans | AHL          | 70  | 42            | 46            | 88            | 78            | 15            | 9  | 8        | 17       | 29       |          |          |
| 1989–90      | Buffalo Sabres      | NHL          | —   | —             | —             | —             | —             | 2             | 0  | 0        | 0        | 0        |          |          |
| 1990–91      | Rochester Americans | AHL          | 5   | 4             | 0             | 4             | 2             | —             | —  | —        | —        | —        |          |          |
| 1990–91      | Buffalo Sabres      | NHL          | 8   | 4             | 3             | 7             | 4             | —             | —  | —        | —        | —        |          |          |
| 1991–92      | Buffalo Sabres      | NHL          | 63  | 31            | 17            | 48            | 75            | —             | —  | —        | —        | —        |          |          |
| 1992–93      | Rochester Americans | AHL          | 6   | 8             | 4             | 12            | 10            | —             | —  | —        | —        | —        |          |          |
| 1992–93      | Buffalo Sabres      | NHL          | 44  | 12            | 7             | 19            | 51            | 8             | 2  | 2        | 4        | 6        |          |          |
| 1993–94      | Buffalo Sabres      | NHL          | 77  | 29            | 30            | 59            | 41            | 7             | 0  | 1        | 1        | 6        |          |          |
| 1994–95      | Buffalo Sabres      | NHL          | 46  | 24            | 13            | 37            | 27            | 5             | 1  | 1        | 2        | 4        |          |          |
| 1995–96      | Buffalo Sabres      | NHL          | 23  | 12            | 13            | 25            | 18            | —             | —  | —        | —        | —        |          |          |
| 1996–97      | Buffalo Sabres      | NHL          | 73  | 28            | 22            | 50            | 48            | 11            | 4  | 5        | 9        | 6        |          |          |
| 1997–98      | Buffalo Sabres      | NHL          | 75  | 24            | 20            | 44            | 59            | 15            | 5  | 8        | 13       | 10       |          |          |
| 1998–99      | Los Angeles Kings   | NHL          | 49  | 18            | 18            | 36            | 51            | —             | —  | —        | —        | —        |          |          |
| 1999–00      | Los Angeles Kings   | NHL          | 49  | 12            | 20            | 32            | 45            | —             | —  | —        | —        | —        |          |          |
| 1999–00      | Atlanta Thrashers   | NHL          | 14  | 7             | 4             | 11            | 12            | —             | —  | —        | —        | —        |          |          |
| 2000–01      | Atlanta Thrashers   | NHL          | 64  | 32            | 39            | 71            | 64            | —             | —  | —        | —        | —        |          |          |
| 2000–01      | Buffalo Sabres      | NHL          | 12  | 2             | 6             | 8             | 12            | 13            | 3  | 6        | 9        | 4        |          |          |
| 2001–02      | Dallas Stars        | NHL          | 20  | 4             | 8             | 12            | 12            | —             | —  | —        | —        | —        |          |          |
| 2001–02      | Montreal Canadiens  | NHL          | 13  | 1             | 5             | 6             | 8             | 12            | 6  | 4        | 10       | 10       |          |          |
| 2002–03      | Montreal Canadiens  | NHL          | 54  | 11            | 12            | 23            | 19            | —             | —  | —        | —        | —        |          |          |
| 2002–03      | Hamilton Bulldogs   | AHL          | 11  | 5             | 5             | 10            | 8             | —             | —  | —        | —        | —        |          |          |
| 2003–04      | Montreal Canadiens  | NHL          | 23  | 3             | 5             | 8             | 16            | —             | —  | —        | —        | —        |          |          |
| 2003–04      | Florida Panthers    | NHL          | 28  | 6             | 7             | 13            | 22            | —             | —  | —        | —        | —        |          |          |
| Celkem v NHL | Celkem v NHL        | Celkem v NHL | 735 | 260           | 249           | 509           | 584           | 73            | 21 | 27       | 48       | 46       |          |          |

## NHL All-Star Game
| Rok               | Tým               |                   | G | A | B |
| ----------------- | ----------------- | ----------------- | - | - | - |
| 2001              | Severní Amerika   | 0                 | 1 | 1 |   |
| Celkem v All-Star | Celkem v All-Star | Celkem v All-Star | 0 | 1 | 1 |